# Propontocypris (Schedopontocypris) simplex
Propontocypris (Schedopontocypris) simplex is een mosselkreeftjessoort uit de familie van de Pontocyprididae. De wetenschappelijke naam van de soort is voor het eerst geldig gepubliceerd in 1880 door Brady.